# قصر دار السلطان

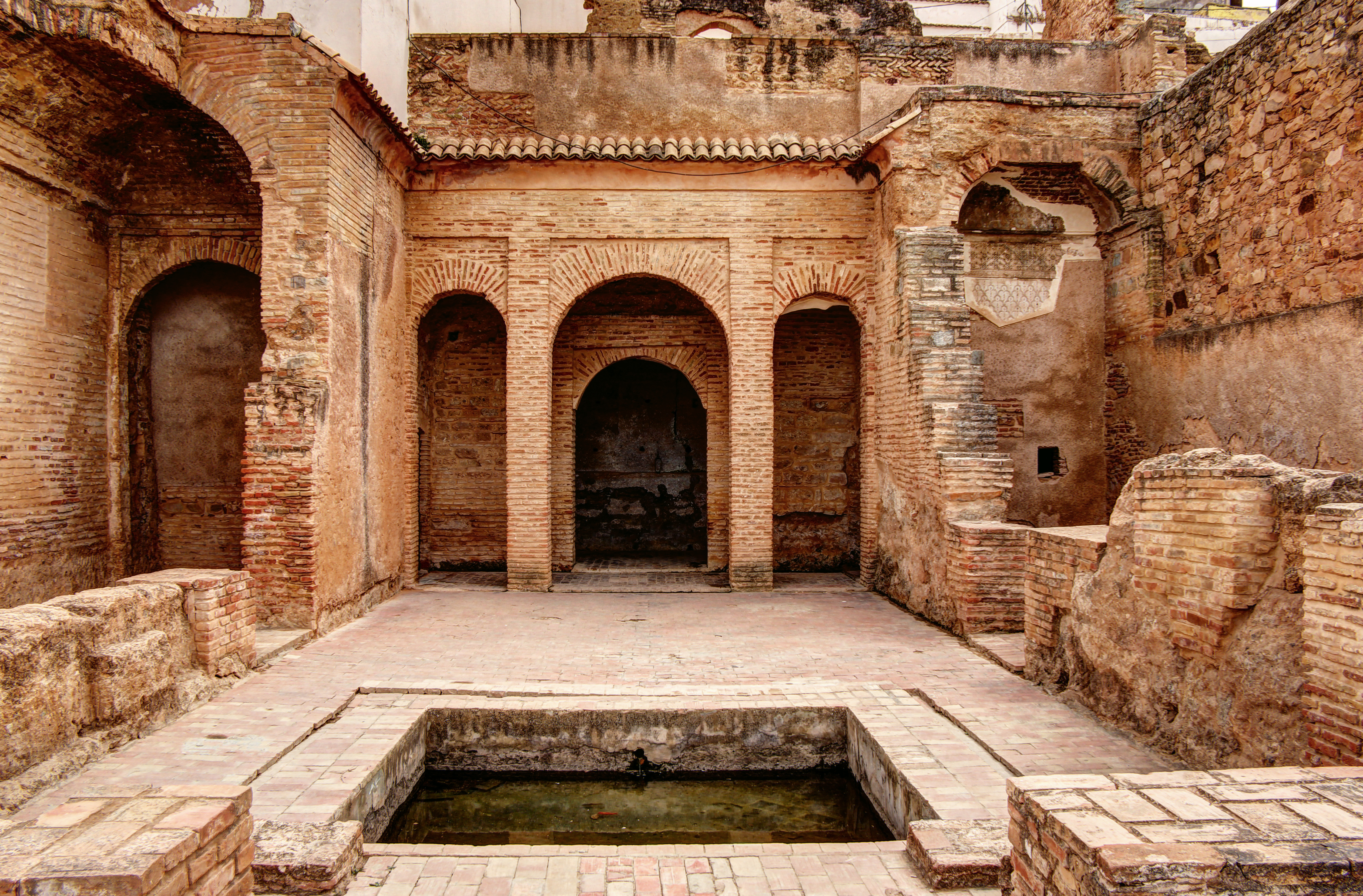
قصر دار السلطان

دار السلطان هو قصر يعود تاريخه إلى السلالة المرينية في حي العباد، على بعد كيلومترين جنوب مركز مدينة تلمسان، الجزائر. القصر جزء من المجمع الأكبر لمسجد سيدي أبو مدين. سمي القصر باسم «دار السلطان» نسبة للسلطان أبو الحسن علي بن عثمان المريني الذي أمر ببنائه حيث أقام السلاطين هناك أثناء زيارتهم للضريح. تم بناء القصر بالتزامن مع بناء مسجد سيدي أبو مدين عام 1339م. وبعد ثماني سنوات، تم إنشاء المدرسة الخلدونية. على الرغم من أن القصر صغير، إلا أنه يحتوي على أفنية وأروقة وممرات مائية والعديد من الغرف. تم هجره القصر بعد زوال السلالة المرينية. ويُنسب القصر إلى العمارة الإسلامية المرينية.
يتكون قصر دار السلطان من ثلاثة طوابق، حيث يكون الدخول إليها من الطابق العلوي إلى السفلي. تطل جميع الطوابق على مدينة تلمسان، التي تجمع بين البنايات الحديثة وآثار الحضارات الزيانية والمرينية.
يحتوي الطابق العلوي على حديقة، بينما يتضمن الطابق الأوسط استراحة للعلماء، ومطبخًا، ومخزنًا للغذاء، بالإضافة إلى قاعة للحرس الملكي وجناح ملكي يتضمن غرفًا وملحقات. أما الطابق السفلي، فيحتوي على حمام كبير يتكون من ثلاثة أجنحة.

## فهرس
- مارسي، و. وجورج مارسي. الآثار العربية تلمسان. ouvrage publié sous les auspices du Gouvernement général de l'Algérie. باريس: A. Fontemoing ،1903.